# Albert King (cestista)
Albert King (Brooklyn, 17 dicembre 1959) è un ex cestista statunitense, professionista nella NBA e in Italia.
Guardia-ala di 201 cm, ha disputato nove stagioni nella National Basketball Association e una in Serie A1.

## Carriera
Fratello minore di Bernard King, Albert ha mosso i primi passi alla Fort Hamilton High School di Brooklyn, esperienza per la quale è tuttora considerato come uno dei più grandi giocatori di high school di tutti i tempi: all'epoca, all'ultimo anno di liceo, le sue quotazioni erano superiori a quelle di Magic Johnson e Gene Banks.
Si è laureato nel 1981 alla University of Maryland con la quale nel 1980 è stato nominato giocatore dell'anno della Atlantic Coast Conference, tanto che nello stesso anno è apparso per ben due volte sulla copertina di Sports Illustrated.
Al termine dell'università, nel 1981 è stato scelto con il numero 10 al primo giro del Draft NBA dai New Jersey Nets. Ha disputato sei stagioni con la squadra, giocando il suo miglior campionato nel 1982-83 (79 gare, 3,7 assist e 17,0 punti a partita). Successivamente ha giocato una stagione con i Philadelphia 76ers e con i San Antonio Spurs.
A stagione in corso è passato in Italia, ingaggiato dalla Philips Milano in sostituzione di Bill Martin. A Milano si è fermato dal 12 marzo al 30 giugno 1989, giocando le ultime due partite di regular season e le 12 di play-off (una vinta a tavolino), contribuendo in modo determinante alla vittoria dello scudetto segnando 22 punti in gara-5 di finale (sua miglior prestazione stagionale).
Nel 1990-91 ha giocato negli Albany Patroons nella Continental Basketball Association prima di chiudere la stagione nella NBA disputando 6 partite con i Washington Bullets.
La sua maglia numero 55 è stata ritirata dalla University of Maryland. Nel 2002 è stato incluso nella squadra ideale per il 50º anniversario della Atlantic Coast Conference come uno dei 50 migliori giocatori della storia della conference.
In totale conta 534 gare nella NBA, con un totale di 6.470 punti segnati.

## Palmarès

### Squadra
- Campionato italiano: 1

Olimpia Milano: 1988-1989

### Individuale
- McDonald's All-American Game (1977)
- NCAA AP All-America First Team (1980)
- CBA Newcomer of the Year (1991)